# Paolo Bettini
Paolo Bettini (Cecina, 1 april 1974) is een Italiaans voormalig wielrenner, beroeps van 1997 tot 2008. Hij werd tweemaal wereldkampioen op de weg. Zijn bijnaam was Il Grillo (de krekel).
Bettini combineerde explosiviteit, koersinzicht en verbetenheid. Hij wordt gerekend tot een van de beste klassieke renners van zijn generatie en won vijf keer een "Monument": tweemaal Luik-Bastenaken-Luik, tweemaal de Ronde van Lombardije en eenmaal Milaan-San Remo. In 2006 won hij de prestigieuze Vélo d'Or Mondial.
In een streven om tot de besten aller tijden te behoren probeerde Bettini meermaals de Ronde van Vlaanderen op zijn naam te schrijven, eerst als renner van Mapei na het vertrek van Johan Museeuw bij die ploeg en later als ploeggenoot van Tom Boonen bij Quick-Step. Met winst in Vlaanderens Mooiste zou zijn erelijst naar eigen zeggen pas echt compleet zijn. Ondanks dat hij de koers meerdere malen kleur gaf slaagde hij nooit in zijn opzet.

## Biografie

### De schaduw van Bartoli

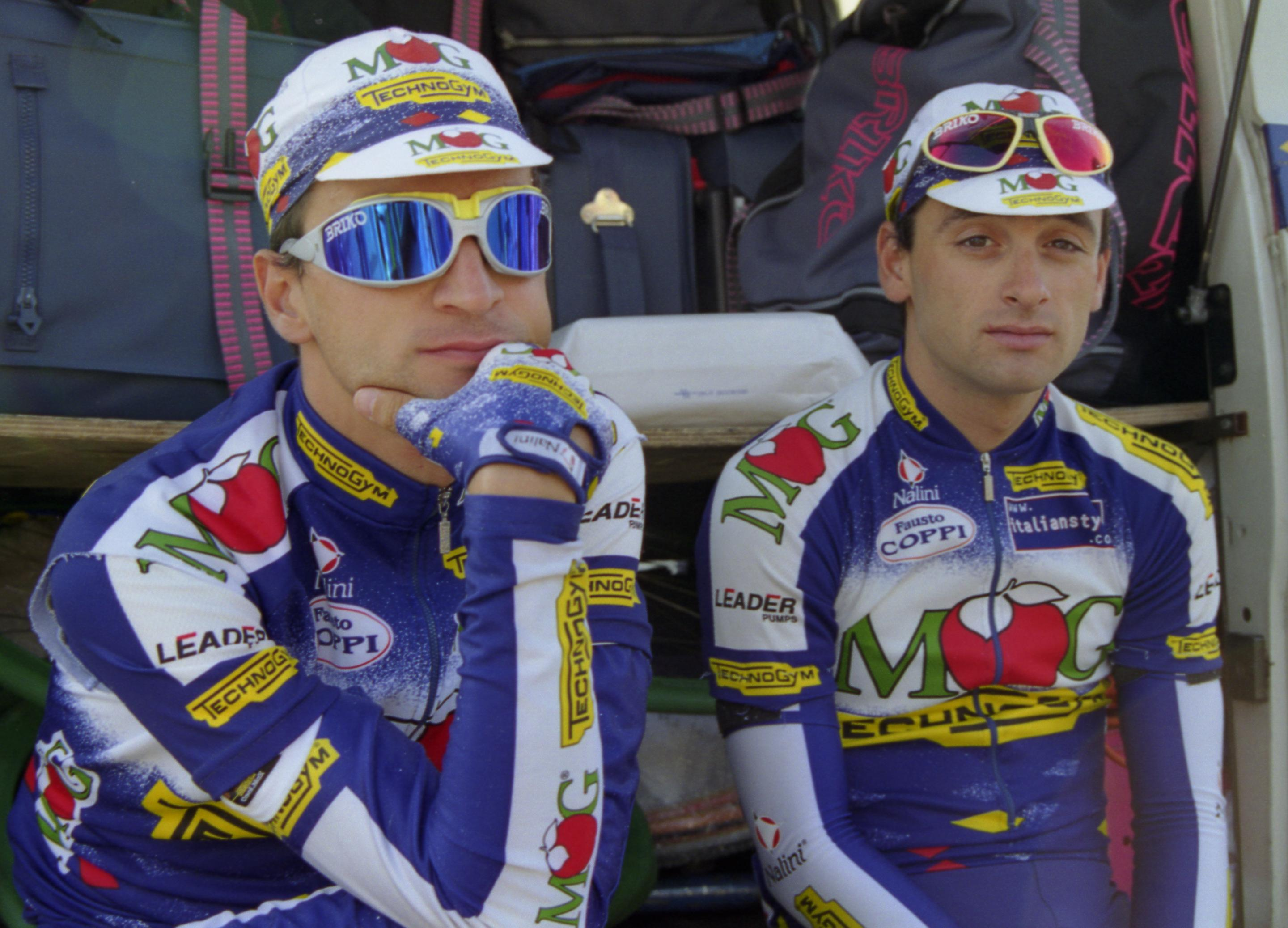
Paolo Bettini met zijn kopman en vriend Michele Bartoli

Zijn grootste successen zou Paolo Bettini, een alleskunner, kennen in de eendagswedstrijden. Aanvankelijk stond Bettini bij MG Maglificio en Asics-CGA in de schaduw van zijn goede vriend, de klassiekerspecialist Michele Bartoli. In 1999 verkasten de vrienden naar de succesploeg Mapei, de ploeg van Patrick Lefevere en Serge Parsani. Door een aantal blessures van Bartoli kon hij echter doorbreken in 2000 door Luik-Bastenaken-Luik te winnen en een etappe-overwinning in de Tour te behalen. Het jaar daarop won Bettini het Kampioenschap van Zürich en werd hij op het WK in Lissabon tweede achter ploegmaat Óscar Freire.

### Mapei en Quick·Step: gouden jaren
Sinds Bettini's doorbraak was zijn relatie met Bartoli verslechterd. Na Bartoli's vertrek uit de Mapei-ploeg in 2001 (Bartoli verkaste in oktober naar Fassa Bortolo) werd Bettini kopman. In 2002 won hij Luik-Bastenaken-Luik voor de tweede keer en behaalde de eindoverwinning in de Wereldbeker. Zijn beste seizoen was ongetwijfeld 2003. Bettini won toen Milaan-San Remo, de HEW Cyclassics, de Clásica San Sebastián en tussendoor werd hij ook nog nationaal kampioen van Italië. Mede door deze overwinningen stond Bettini eind 2003 nummer één op de UCI-ranglijst en won hij wederom de Wereldbeker.
In 2004 besloot Bettini zijn hele seizoen af te richten op de wegrit van de Olympische Spelen in Athene. De vinnige Bettini hield ook woord, door in de sprint de Portugees Sérgio Paulinho te kloppen. Daarnaast won hij weer de Wereldbeker, voor de derde keer op rij. 2005 begon voor Bettini met een blessure in het voorjaar, maar in de Ronde van Italië wist hij een etappe te winnen. Tijdens de wereldkampioenschappen wielrennen in Madrid leek hij op weg naar de overwinning in een groepje met o.a. Aleksandr Vinokoerov, Koos Moerenhout en Michael Boogerd. Vlak voor de meet werden ze teruggepakt en zijn ploegmaat Tom Boonen won de sprint van de groep.
In het najaar van 2005 haalde Bettini zijn sportieve revanche door, na een epische solo in de regen voor de tweede maal het Kampioenschap van Zürich te winnen, een etappeoverwinning in de Ronde van Spanje te behalen en te winnen in de Ronde van Lombardije.

### Tweevoudig wereldkampioen

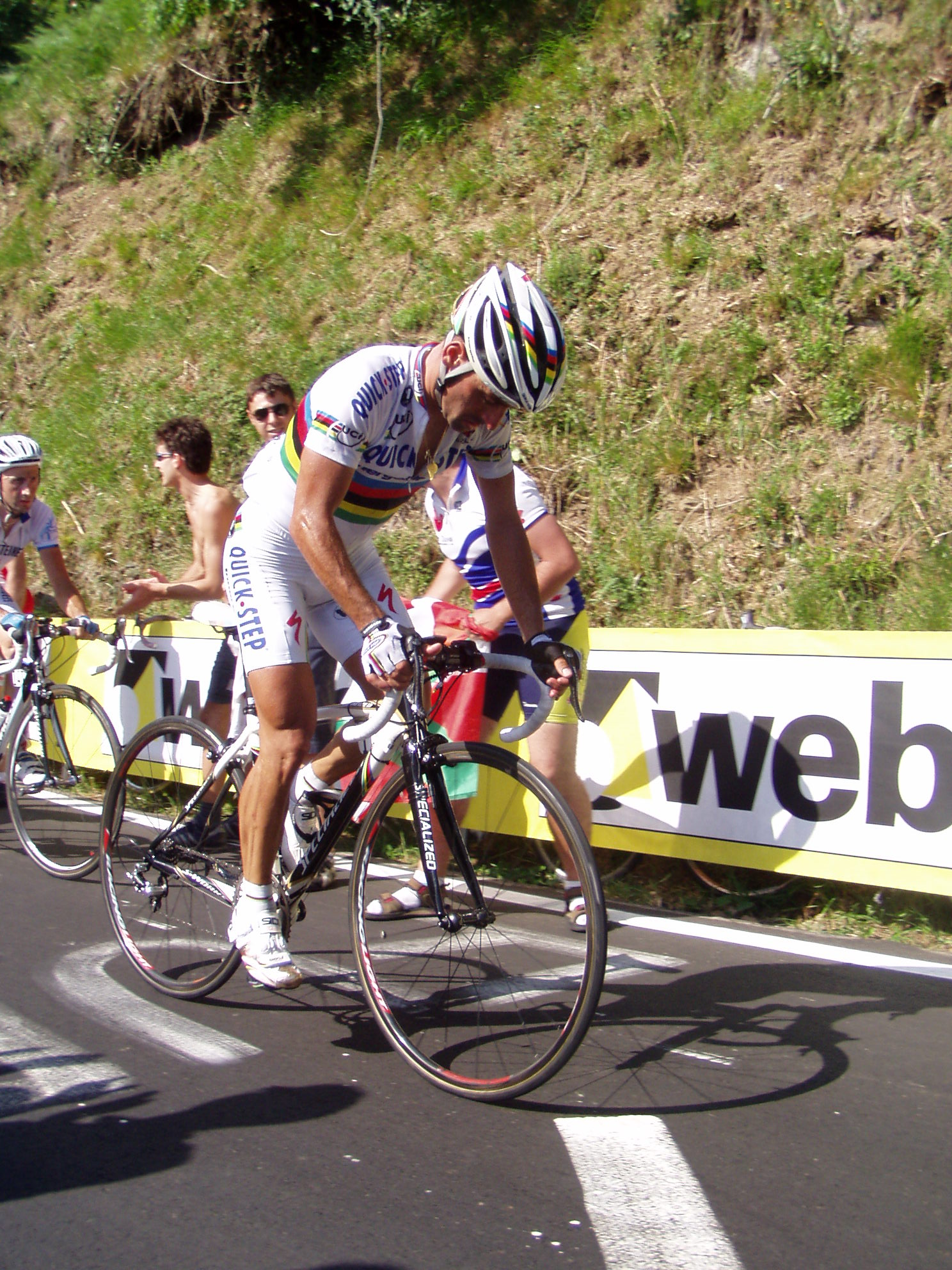
Bettini als wereldkampioen tijdens de Giro 2007

Op 24 september 2006 won de kleine Italiaan de wereldtitel op de weg in Salzburg. Hij versloeg de Duitser Erik Zabel en de Spanjaard Alejandro Valverde in de sprint. Een week later verloor hij zijn broer Sauro door een auto-ongeval. Op 14 oktober 2006 won Bettini op legendarische wijze de Ronde van Lombardije. Hij droeg deze zege op aan zijn overleden broer. Op 30 september 2007 verlengde Bettini zijn wereldtitel in Stuttgart nadat hij eerst door de organisatie geweigerd werd, wat door een 'kort geding' werd teruggedraaid. Hij wilde het UCI-charter voor een zuivere wielersport niet ondertekenen en dat kon niet op sympathie van de organisatie rekenen. Vlak daarvoor werd hij al volgens de ZDF door oud-ploegmaat Patrik Sinkewitz beschuldigd van het verstrekken van doping. Sinkewitz trok deze beschuldiging later weer in. Op de meet rekende Bettini met zijn zegegebaar af met zijn critici.
In de Giro van 2008 was hij erop gebrand een etappe te winnen in de regenboogtrui. In de negende etappe kwam hij, nota bene in zijn eigen achtertuin, het dichtste in de buurt. Uiteindelijk scheidden Daniele Bennati en 15 cm hem van de overwinning.
In de voorbereiding op het WK etaleerde Bettini zijn goede vorm door op indrukwekkende wijze twee etappes te winnen in de Vuelta. Aan de vooravond van het WK wielrennen in Varese kondigde hij zijn afscheid aan. Hij eindigde op het WK teleurstellend als 27e, nadat een groep met uiteindelijke winnaar Alessandro Ballan was weggereden uit het peloton en de favorieten naar Bettini bleven kijken. Na afloop bevestigde hij dat dit zijn laatste wegwedstrijd was. Wel nam hij in november nog deel aan de Zesdaagse van Milaan. Ondanks een val op de eerste dag wist hij de ploegkoers samen met Juan Llaneras winnend af te sluiten.

## Later leven
In juni 2010 werd Bettini bondscoach van Italië. Hij nam eind 2013 ontslag om aan de slag te gaan als ploegleider bij de nieuw op te richten wielerformatie van autocoureur Fernando Alonso. In 2015 werd duidelijk dat dit project, ondanks vergevorderde voorbereidingen niet van de grond zou komen. Tegenwoordig is hij werkzaam als analist en columnist voor de Italiaanse krant La Gazzetta dello Sport.

## Palmares

### Overwinningen
1997
2e etappe Hofbrau Cup (ploegentijdrit)
1998
4e etappe deel A Ronde van Romandië
1999
4e etappe Tirreno-Adriatico
2e etappe Internationale Wielerweek
1e etappe Ronde van Galicië
1e etappe Ronde van Lucca
Eindklassement Ronde van Lucca
2000
Trofeo Cala Rajada
2e en 4e etappe Internationale Wielerweek
Eindklassement Internationale Wielerweek
Luik-Bastenaken-Luik
9e etappe Ronde van Frankrijk
2001
3e en 11e etappe Ronde van Langkawi
Kampioenschap van Zürich
Coppa Placci
4e etappe Ronde van Lucca
2002
3e en 4e etappe Giro della Liguria
Eindklassement Giro Della Liguria
2e etappe Tirreno-Adriatico
Luik-Bastenaken-Luik
1e etappe Ronde van het Waalse Gewest
 Eindklassement Ronde van het Waalse Gewest
Ronde van Lazio
Coppa Sabatini
3e etappe Ronde van Lucca
Eindklassement UCI Wereldbeker
2003
 Eindklassement Ronde van de Middellandse Zee
Puntenklassement Tirreno-Adriatico
Milaan-San Remo
 Italiaans kampioen op de weg, Elite
HEW Cyclassics
Clásica San Sebastián
Eindklassement UCI Wereldbeker
2004
2e etappe Ronde van de Middellandse Zee
4e en 6e etappe Tirreno-Adriatico
 Eindklassement Tirreno-Adriatico
8e etappe Ronde van Zwitserland
GP Città di Camaiore
 Olympisch kampioenschap op de weg in Athene
1e etappe Circuit Franco-Belge
Eindklassement UCI Wereldbeker
2005
1e etappe Ronde van Italië
 Puntenklassement Ronde van Italië
16e etappe Ronde van Spanje
Kampioenschap van Zürich
Ronde van Lombardije
2006
Trofeo Soller
GP Lugano
1e en 2e etappe Tirreno-Adriatico
14e etappe Ronde van Italië
 Puntenklassement Ronde van Italië
 Italiaans kampioen op de weg, Elite
2e etappe Ronde van Spanje
 Wereldkampioenschap op de weg in Salzburg
Ronde van Lombardije
2007
4e etappe Ronde van Californië
3e etappe Ronde van Spanje
 Wereldkampioenschap op de weg in Stuttgart
2008
1e etappe Ronde van Oostenrijk
Trofeo Matteotti
2e etappe Ronde van het Waalse Gewest
6e en 12e etappe Ronde van Spanje

### Resultaten in voornaamste wedstrijden
| Jaar | Ronde van Italië | Ronde van Frankrijk | Ronde van Spanje |
| ---- | ---------------- | ------------------- | ---------------- |
| 1997 | 25e              |                     |                  |
| 1998 | 7e               |                     |                  |
| 1999 | 44e              |                     | 32e              |
| 2000 |                  | opgave (1)          |                  |
| 2001 |                  | 70e                 |                  |
| 2002 | opgave           |                     |                  |
| 2003 |                  | 48e                 |                  |
| 2004 |                  | 58e                 |                  |
| 2005 | 38e (1)          |                     | opgave (1)       |
| 2006 | 56e (1)          |                     | opgave (1)       |
| 2007 | 41e              |                     | opgave (1)       |
| 2008 | 19e              |                     | opgave (2)       |

| Jaar | Milaan-San Remo | Ronde van Vlaanderen | Amstel Gold Race | Luik-Bast.‑Luik | Ronde van Lombardije | Waalse Pijl | Clásica San Sebastián | Cyclassics Hamburg |  | WK op de weg |  | Wereldranglijsten |
| ---- | --------------- | -------------------- | ---------------- | --------------- | -------------------- | ----------- | --------------------- | ------------------ |  | ------------ |  | ----------------- |
| 1997 |                 |                      |                  |                 |                      |             |                       |                    |  |              |  |                   |
| 1998 | 70e             |                      | opgave           | 92e             | 21e                  | 50e         |                       | 12e                |  | 63e          |  |                   |
| 1999 | 77e             |                      | 99e              | 5e              | 9e                   |             | 11e                   | 12e                |  |              |  | 7e (UWB)          |
| 2000 | 40e             |                      | 14e              | ↑               | 10e                  | 19e         | 4e                    | 18e                |  | 9e           |  | 4e (UWB)          |
| 2001 | 5e              | 23e                  | opgave           | 15e             | 20e                  | 20e         | 13e                   | 6e                 |  | ↑            |  | 4e (UWB)          |
| 2002 | 50e             | 16e                  | 8e               | ↑               | 30e                  | 37e         | 7e                    | 4e                 |  | 26e          |  | (UWB)             |
| 2003 | ↑               |                      |                  |                 |                      |             | ↑                     | ↑                  |  | 4e           |  | (UWB)             |
| 2004 | 8e              | 9e                   | ↑                | 22e             | 29e                  |             | ↑                     | ↑                  |  | opgave       |  | (UWB)             |
| 2005 | 42e             |                      | 37e              | 4e              | ↑                    | 41e         |                       |                    |  | 13e          |  | 8e (UPT)          |
| 2006 | 75e             | 7e                   | 8e               | ↑               | ↑                    | 12e         | 101e                  | 48e                |  | ↑            |  | 8e (UPT)          |
| 2007 | 33e             | 21e                  | 7e               | 4e              | 103e                 |             |                       | 7e                 |  | ↑            |  | 22e (UPT)         |
| 2008 | 102e            |                      |                  | 9e              |                      |             | 4e                    |                    |  | 28e          |  | 53e (UPT)         |

1896: Aristidis Konstantinidis · 
1912: Rudolph Lewis · 
1920: Harry Stenqvist · 
1924: Armand Blanchonnet · 
1928: Henry Hansen · 
1932: Attilio Pavesi · 
1936: Robert Charpentier · 
1948: José Beyaert · 
1952: André Noyelle · 
1956: Ercole Baldini · 
1960: Viktor Kapitonov · 
1964: Mario Zanin · 
1968: Pierfranco Vianelli · 
1972: Hennie Kuiper · 
1976: Bernt Johansson · 
1980: Sergej Soechoroetsjenkov · 
1984: Alexi Grewal · 
1988: Olaf Ludwig · 
1992: Fabio Casartelli · 
1996: Pascal Richard · 
2000: Jan Ullrich · 
2004: Paolo Bettini · 
2008: Samuel Sánchez · 
2012: Aleksandr Vinokoerov · 
2016: Greg Van Avermaet ·
2020: Richard Carapaz ·
2024: Remco Evenepoel
Baldato · Bartoli · Bertolini · Bettini · Casagranda · Charrière · Coppolillo · Finco · Fontanelli · Lecchi · Loda · Nicoletti · Pistore · Santaromita · Scinto · Simoni · Tosatto
Michele Bartoli · 
Bettini · 
Bianchi · 
Bianchini · 
Bonetti · 
Bongioni · 
Colonna · 
Coppolillo · 
Ferrari · 
Malberti ·
Noè · 
Pozzi · 
Roscioli · 
Schiavina · 
Scinto ·
Sjefer · 
Simeoni · 
Tani ·
Turicchia · 
Arvesen (stagiair) ·
Mauro Bartoli (stagiair) · 

Basso (stagiair)
Baffi · Bartoli · Bettini · Bramati · Di Grande · Faresin · Fernández Ginés · Figueras · Fornaciari · Hoste · Lanfranchi · Leysen · McRae · Merckx · Müller · Museeuw · Nardello · Nocentini · Noè · Peeters · Rodriguez · Scinto · Steels · Steinhauser · Tafi · Tani · Tonkov · van Heeswijk · Zanini · Gerosa (stagiair) · Nikačević (stagiair) · O'Bee (stagiair)
Baffi · Bartoli · Beltrán · Bettini · Bodrogi · Bramati · Chesini · Cioni · D'Amore · Faresin · Fernández Ginés · Figueras · Fornaciari · Freire  · Hoste · Hulsmans · Koehler · Lanfranchi · Leysen · McRae · Merckx · Museeuw · Nardello · Nocentini · Noè · Paolini · Peeters · Pozzato · Ratti · Rizzi · Rodriguez · Scinto · Steels · Tafi · Tani · Tonkov · van Heeswijk · Wegelius · Zanini · Cancellara (stagiair) · Petrov (stagiair) · Rogers (stagiair)
Aggiano · Baffi · Ballerini (tot 15/04) · Bartoli · Beltrán · Bettini · Bodrogi · Bramati · Cañada · Cancellara · Cheula · Cioni · D'Amore · Eisel · Fornaciari · Freire  · Garzelli · Gasparre · Horrillo · Hulsmans · Koehler · Lanfranchi · Leysen · McGrory · Nardello · Nocentini · Noè · Paolini · Petrov · Pozzato · Ratti · Rizzi · Rogers · Scinto · Sinkewitz · Steels · Tafi · Tani · Wegelius · Zanini · Zerzáň · Davis (stagiair) · Devolder (stagiair) · Willems (stagiair)
Aggiano · Baffi · Bettini · Bodrogi · Bramati · Cañada · Cancellara · Cheula · Cioni · Clerc · De Waele · Eisel · Evans · Fornaciari · Freire  · Garzelli · Gilmore · Horrillo · Hulsmans · Hunter · Martinez · McGrory · Nardello · Noè · Paolini · Petrov · Pozzato · Ratti · Rogers · Scinto · Steels · Tafi · Trampusch · Wegelius · Willems · Zanini · Davis (stagiair) · Moeravjov (stagiair)
Amorison · Bettini · Bodrogi · Boonen · Bramati · Cañada · Clerc · Cretskens · Horrillo · Hulsmans · Kasjetsjkin · Knaven · Museeuw · Nuyens · Paolini · Passuello · Rogers   · Sinkewitz · Tankink · Van de Wouwer · Van Goolen · Vandenbroucke · Vanthourenhout · Virenque · Wadecki · Desmedt (stagiair) · Moeravjov (stagiair) · Rusconi (stagiair) · Yates (stagiair)
Amorison · Bettini  · Bodrogi · Boonen · Bramati · Clerc · Cretskens · De Fauw · Dufaux · Garrido · Horrillo · Hulsmans · Knaven · Mercado · Museeuw (tot 14/04) · Nuyens · Paolini · Pecharroman · Rogers    · Sinkewitz · Tankink · Van Goolen · Vanthourenhout · Virenque · Zanini · Kemps (stagiair) · Starzengruber (stagiair) · Weylandt (stagiair)
Bettini  · Boonen  · Bramati · Christensen · Cretskens · De Fauw · De Weert · Engels · Garrido · Hulsmans · Knaven · Lotz · Mercado · Moreni · Nuyens · Paolini · Pecharroman · Pozzato · Rogers     · Rosseler · Sinkewitz · Tankink · Trenti · Van Goolen · Vanthourenhout (tot 28/02) · Verbrugghe · Viganò · Weylandt · Zanini · Melis (stagiair) · Neirynck (stagiair) · Santaromita (stagiair)
Baguet · Bettini   · Boonen  · Bramati · Chicchi · Cretskens · De Weert · Engels · Gárate · Garrido · Hulsmans · de Jongh · Knaven · Nuyens · Pozzato · Rosseler · Rujano · Santaromita · Scarselli · Schwab · Tankink · Tosatto · Trenti · Van De Walle · Van Impe · Vasseur · Verheyen · Viganò · Weylandt · Wielinga · Grabovski (stagiair) · Proni (stagiair) · Vantomme (stagiair)
Baguet · Barredo · Bettini   · Boonen · Cretskens · Engels · Facci · Gárate · Grabovski · Hulsmans · de Jongh · Proni · Rosseler · Santaromita · Scarselli · Schwab · Seeldraeyers · Steegmans · Tankink · Tonti · Tosatto · Van De Walle · Van Impe · Van Petegem · Vasseur · Verheyen · Viganò · Visconti · Weylandt · Wynants · Moerman (stagiair) · Neirynck (stagiair) · Vermeersch (stagiair)
Barredo · Bettini   · Boonen · Carrara · Cretskens · Davis · Devolder · Jefimkin · Engels · Facci · Gárate · Grabovski · Hulsmans · de Jongh · Kvist · Proni · Rosseler · Scarselli · Schwab · Seeldraeyers · Steegmans · Tonti · Tosatto · Van De Walle · Van Impe · Viganò · Visconti · Weylandt · Wynants · Joseph (stagiair) · Malacarne (stagiair)